# 욧카이치시
욧카이치시(일본어: 四日市市, 문화어: 욕까이찌시)는 일본 미에현 북부에 있는 도시이다. 나고야 도시권(주쿄권)에 포함된다.
인구는 현청 소재지인 쓰시를 웃돌아 현내 최대이며, 국가로부터 시행시 특례시와 보건소 정령시로 지정되었다. 또한 도시 고용권의 인구는 도카이 지방에서는 나고야시, 하마마쓰시, 시즈오카시, 기후시, 도요하시시에 이어 6위이다. 또한 미에현이라는 현명은 욧카이치시에 있는 지명에서 유래되었다.
욧카이치항에 욧카이치 콤비나트가 입지한 공업도시로 쇼와 시대 전후기의 욧카이치 천식 공해병 사건을 극복한 환경 문제 추진도시이다. 주쿄 공업지대에 위치한 공업도시이며 최근에는 전자기기 등 하이테크 산업 유치에 힘쓰고 있다.

## 개요
미에현 호쿠세이 지역의 중심 도시이자 주쿄 공업지대의 유수한 공업 도시이다. 긴테쓰 나고야선이 통과해 나고야시로의 통근, 통학자가 많다. 욧카이치 천식의 발생지로 세계적으로 유명하다. 유명한 만화작가 타카기 나오코도 이 도시 출신이다.

## 인구
| 연도 | 인구    | ±%     |
| ---- | ------- | ------ |
| 1960 | 206,379 | —      |
| 1970 | 241,409 | +17.0% |
| 1980 | 266,756 | +10.5% |
| 1990 | 285,015 | +6.8%  |
| 2000 | 302,102 | +6.0%  |
| 2010 | 307,807 | +1.9%  |

## 지리
미에현 북부에 위치하고 행정 구역은 이세만에서 스즈카 산계에까지 미친다. 시가 되기 전까지는 미에현 이름의 유래가 된 미에군에 속했다.

### 인접한 자치체
- 미에현
  - 구와나시, 스즈카시, 이나베시
  - 미에군 고모노정, 아사히정, 가와고에정
  - 이나베군 도인정

- 시가현
  - 고카시

### 기후
| 욧카이치시의 기후                                            | 욧카이치시의 기후 | 욧카이치시의 기후 | 욧카이치시의 기후 | 욧카이치시의 기후 | 욧카이치시의 기후 | 욧카이치시의 기후 | 욧카이치시의 기후 | 욧카이치시의 기후 | 욧카이치시의 기후 | 욧카이치시의 기후 | 욧카이치시의 기후 | 욧카이치시의 기후 | 욧카이치시의 기후 |
| 월                                                           | 1월               | 2월               | 3월               | 4월               | 5월               | 6월               | 7월               | 8월               | 9월               | 10월              | 11월              | 12월              | 연간              |
| ------------------------------------------------------------ | ----------------- | ----------------- | ----------------- | ----------------- | ----------------- | ----------------- | ----------------- | ----------------- | ----------------- | ----------------- | ----------------- | ----------------- | ----------------- |
| 역대 최고 기온 °C (°F)                                       | 19.9 (67.8)       | 22.2 (72.0)       | 24.5 (76.1)       | 29.5 (85.1)       | 33.1 (91.6)       | 36.8 (98.2)       | 37.9 (100.2)      | 38.8 (101.8)      | 36.9 (98.4)       | 31.5 (88.7)       | 24.8 (76.6)       | 21.9 (71.4)       | 38.8 (101.8)      |
| 일평균 최고 기온 °C (°F)                                     | 9.0 (48.2)        | 10.0 (50.0)       | 13.3 (55.9)       | 18.7 (65.7)       | 23.2 (73.8)       | 26.1 (79.0)       | 29.9 (85.8)       | 31.4 (88.5)       | 27.7 (81.9)       | 22.4 (72.3)       | 17.0 (62.6)       | 11.5 (52.7)       | 20.0 (68.0)       |
| 일일 평균 기온 °C (°F)                                       | 4.3 (39.7)        | 4.9 (40.8)        | 8.1 (46.6)        | 13.3 (55.9)       | 18.0 (64.4)       | 21.7 (71.1)       | 25.6 (78.1)       | 26.8 (80.2)       | 23.2 (73.8)       | 17.5 (63.5)       | 11.8 (53.2)       | 6.6 (43.9)        | 15.2 (59.4)       |
| 일평균 최저 기온 °C (°F)                                     | −0.1 (31.8)       | 0.0 (32.0)        | 2.9 (37.2)        | 7.9 (46.2)        | 13.0 (55.4)       | 17.8 (64.0)       | 22.2 (72.0)       | 23.2 (73.8)       | 19.4 (66.9)       | 13.0 (55.4)       | 7.1 (44.8)        | 2.0 (35.6)        | 10.7 (51.3)       |
| 역대 최저 기온 °C (°F)                                       | −8.9 (16.0)       | −6.3 (20.7)       | −4.6 (23.7)       | −1.1 (30.0)       | 3.8 (38.8)        | 9.8 (49.6)        | 13.7 (56.7)       | 15.8 (60.4)       | 9.7 (49.5)        | 2.2 (36.0)        | −1.0 (30.2)       | −5.6 (21.9)       | −8.9 (16.0)       |
| 평균 강수량 mm (인치)                                        | 55.5 (2.19)       | 67.2 (2.65)       | 117.8 (4.64)      | 153.7 (6.05)      | 189.3 (7.45)      | 249.0 (9.80)      | 208.0 (8.19)      | 158.8 (6.25)      | 286.9 (11.30)     | 182.9 (7.20)      | 79.7 (3.14)       | 58.5 (2.30)       | 1,807.3 (71.15)   |
| 평균 강수일수 (≥ 0.5 mm)                                     | 7.3               | 8.6               | 10.5              | 10.0              | 11.0              | 13.5              | 13.0              | 10.0              | 12.4              | 10.2              | 7.1               | 8.1               | 121.5             |
| 평균 상대 습도 (%)                                           | 68                | 67                | 65                | 67                | 73                | 79                | 83                | 79                | 80                | 75                | 74                | 71                | 73                |
| 평균 월간 일조시간                                           | 152.2             | 149.5             | 181.7             | 189.8             | 194.2             | 147.9             | 162.4             | 196.2             | 151.8             | 153.9             | 156.8             | 151.6             | 1,988             |
| 출처: 일본 기상청 (평년값: 1991년~2020년, 극값: 1966년~현재) |                   |                   |                   |                   |                   |                   |                   |                   |                   |                   |                   |                   |                   |

## 역사
아즈치모모야마 시대에 항구로 개발되었고 매달 4일, 14일, 24일에 정기 시장이 열렸다. 도시의 이름인 "욧카이치"(四日市)는 시장이 "4"자가 붙은 날에 열린 것에서 유래한다. 에도 시대에는 도카이도의 43번째 역참인 욧카이치주쿠가 있었다.
욧카이치항은 메이지 시대 초기에 운송선 도매상이었던 이나바 산에몬에 의해 크게 발전하였다. 1872년에 프로젝트에 착수하였으나 태풍과 재정적 어려움 때문에 12년 만에 완성되었다. 이 프로젝트는 1889년에 항구 도시가 국제 교역항으로 지정될 수 있게 만들었다. 욧카이치를 통과하는 주요 교역품은 기름, 도자기, 차였으나 현재는 목화, 양모, 유리, 중장비 등으로 발전하였다.
욧카이치시는 1897년 8월 1일에 성립하였다. 1960년부터 1972년까지 도시 주민들은 지역의 석유화학 공장에서 방출된 이산화황으로 건강 문제를 겪었다. 일본에서 이 병은 욧카이치 천식으로 불리며 일본 4대 공해병으로 여겨졌다.

## 교통

### 철도
- 긴키 닛폰 철도
  - 나고야선
    - (← 가와고에정 가와고에토미스하라역) - 긴테쓰토미다역 - 가스미가우라역 - 아쿠라가와역 - 가와라마치역 - 긴테쓰욧카이치역 - 신쇼역 - 미야마도역 - 시오하마역 - 기타쿠스역 - 구스역 - (스즈카시 나고노우라역 →)

  - 유노야마선
    - 긴테쓰욧카이치역 - 나카가와라역 - 이세마쓰모토역 - 이세카와시마역 - 다카쓰노역 - 사쿠라역 - (고모노정 고모노역 →)
- 도카이 여객철도
  - 간사이 본선
    - (← 아사히정 아사히역) - 도미다역 - 도미다하마역 - 욧카이치역 - 미나미욧카이치역 - 가와라다역 - (스즈카시 가와노역 →)
- 산기 철도(일본어판)
  - 산기선
    - 긴테쓰토미다역 - 오야치역 - 헤이즈역 - 아카쓰키가쿠엔마에역 - 야마조역 - 호보역 - 호쿠세이추오코엔구치역 - (이나베시 우메도이역 →)
- 이세 철도(일본어판)
  - 이세선
    - 욧카이치역 - 미나미욧카이치역 - 가와라다역 - (스즈카시 스즈카역(일본어판) →)
- 욧카이치 아스나로 철도
  - 우쓰베선
    - 긴테쓰욧카이치역 - 아카호리역 - 히나가역 - 미나미히나가역(일본어판) - 도마리역 - 오이와케역 - 오고소역(일본어판) - 우쓰베역(일본어판)

  - 하치오지선
    - 히나가역 - 니시히노역

### 도로
- 히가시메이한 자동차도(일본어판)
- 이세 만안 자동차도(일본어판)
- 국도 제1호선
- 국도 제23호선
- 국도 제25호선
- 국도 제164호선
- 국도 제306호선 (일본)(일본어판)
- 국도 제365호선 (일본)(일본어판)
- 국도 제477호선 (일본)(일본어판)

## 자매 도시
- 미국 캘리포니아주 롱비치(1963년 10월 7일)
- 중화인민공화국 톈진시(1980년 10월 28일)
- 오스트레일리아 뉴사우스웨일스주 시드니(1968년 10월 24일)

## 출신 인물
- 이토이 요오지: NHK 아나운서